# 魔剣師の魔剣による魔剣のためのハーレムライフ
『魔剣師の魔剣による魔剣のためのハーレムライフ』（まけんしのまけんによるまけんのためのハーレムライフ）は、伏(龍)による日本のライトノベル。小説投稿サイト「小説家になろう」にて2015年4月4日から2017年12月18日まで連載された。書籍版はモーニングスターブックス（新紀元社）より、2016年11月から2018年3月まで刊行された。第4回ネット小説大賞受賞作。イラストは1巻は中壱、2・3巻はPOKImariが担当。
メディアミックスとして、小島紗によるコミカライズが『WEBコミックガンマぷらす』（竹書房）にて2019年3月25日より連載されている。

## 登場人物
富士宮総司狼
本作の主人公。普通の高校生であったが、強盗に刺され生涯を終えたのちに『神』と名乗る存在により異世界に移住することとなった。

## 書誌情報

### 小説
- 伏(龍)（著）・中壱（第1巻イラスト）・POKImari（第2巻以降イラスト） 『魔剣師の魔剣による魔剣のためのハーレムライフ』 新紀元社〈モーニングスターブックス〉、全3巻
  1. 2016年11月17日発行[6]（同日発売[3]）、ISBN 978-4-7753-1464-7
  2. 2017年7月22日発行[7]（同日発売[3]）、ISBN 978-4-7753-1489-0
  3. 2018年3月22日発行[8]（同日発売[3]）、ISBN 978-4-7753-1587-3

魔剣師の魔剣による魔剣のためのハーレムライフ - 竹書房

### 漫画
- 伏(龍)（原作）・POKImari（キャラクター原案）・小島紗（漫画） 『魔剣師の魔剣による魔剣のためのハーレムライフ』 竹書房〈バンブーコミックス〉、既刊6巻（2024年2月7日現在）
  1. 2019年11月29日発売[9]、ISBN 978-4-8019-6785-4
  2. 2020年10月30日発売[10]、ISBN 978-4-8019-6863-9
  3. 2021年8月12日発売[11]、ISBN 978-4-8019-7420-3
  4. 2022年4月14日発売[12]、ISBN 978-4-8019-7606-1
  5. 2023年4月6日発売[13]、ISBN 978-4-8019-8026-6
  6. 2024年2月7日発売[14]、ISBN 978-4-8019-8260-4